# Françoise Dasque
Pour les articles homonymes, voir Dasque.
Françoise Dasque, née le 3 janvier 1960, est une comédienne française.

## Biographie
Fille des comédiens Arlette Thomas et Jacques Dasque, elle est également la demi-sœur de Pierre et Marc Jolivet.
Elle a suivi des cours de théâtre avec Serge Lhorca, de mime avec Roger Desmare, de clown avec Jacques Lecoq, mais aussi de danse, de chant et de claquettes.
Françoise Dasque s'installe en Ardèche en 2002.
En 2014, elle présente à Mirabel 2bras2jambes, son spectacle adapté d'un voyage pédestre effectué de Tauriers en Ardèche jusqu'en Chine et au Japon entre 2010 et 2012. En 2015, le livre 2bras2jambes, 4 raisons d'aller au bout du monde est publié chez Septéditions.
Son spectacle 2Bras2Jambes, après avoir été joué en Ardèche, a fait l'objet de nombreuses représentations à Paris (CINE XIII Théâtre à l'hiver 2015-2016, et Comédie St Michel à l'automne-hiver 2016) ainsi qu'à Avignon (juillet 2016). Il continue à tourner régulièrement.
Elle est également active dans le doublage.

## Théâtre
- Limonade Théâtre, création collective. Théâtre Présent, Paris.
- La Tour de Nesle d'Alexandre Dumas. Mise en scène de Mario Franceschi. Théâtre Présent.
- La Fille bien gardée d'Eugène Labiche. Mise en scène de Pierre Peyrou. Théâtre Présent.
- Mon Isménie d'Eugène Labiche. Mise en scène de Pierre Peyrou. Théâtre Présent.
- Le Motif de Guy Foissy. Mise en scène de Jacques Connort. Amphi T.P.
- Mort d'un vampire trop honnête de Bernard Da Costa. Mise en scène de Jacques Connort. Festival de Sarlat (1981).
- Le défunt de René de Obaldia. Mise en scène de Jacques Connort. Festival de Sarlat (1982).
- Rixe de Jean-Claude Grumberg. Mise en scène de Arlette Thomas. Festival de Sarlat (1982).
- L'Opéra de quat'sous de Bertolt Brecht. Mise en scène de Mario Franceschi. Théâtre Présent (devenu Théâtre Paris Villette). Festival de Hyenne.
- Self sketches service création collective. Café théâtre Le Patachon.
- Travaux d'acteurs Festival de Conflans Ste Honorine.
- La Villette en chansons de Bernard Da Costa, Mise en scène de Jacques Connort. Théâtre Présent (1984).
- La Villette en chansons version adolescents, scolaires.
- L'opéra de quat'sous reprise Festival de Sarlat.
- Rêve et réalités de Bernard Gavoty. Mise en scène de Bruno Balp. Festival de Brignolles.
- Une nuit sans soleil de Bernard Stéphane. Mise en scène de Yves Thuillier. Guichet Montparnasse.
- 3030 année Charnière One woman opéra-rock de Françoise Dasque. Chansons Pierre et Marc Jolivet. Mise en scène de Jean-François Vlérick. À la Maison bleue à Paris, et off Avignon (1994).
- La grande et instructive histoire de Tauriers fable historique accompagnée de marionnettes, conception et texte Françoise Dasque.
- Structures spectacle de danse contemporaine. Cie arts danse, chorégraphie Anne-Marie de Bournet.
- Auguste, M. Budget et Mlle Mascotte texte et mise en scène de Françoise Dasque. Spectacle pour un double clown et 20 tourneurs d'orgues de barbarie. Festival d'orgues de barbarie de Chassiers (2013).
- Le temps traversé de Zarina Khan. Itinérance théâtrale autour de l'histoire du village ardéchois de Mirabel.
- 2bras2jambes de et avec Françoise Dasque. Comédie épique créée en 2014, tirée des aventures vécues lors de son voyage pédestre solitaire de vingt mois effectué entre 2010 et 2012.

## Filmographie
- 1993 : À l'heure où les grands fauves vont boire de Pierre Jolivet : La femme du producteur

## Doublage

### Cinéma

#### Films
- Holly Hunter dans :
  - 1987 : Arizona Junior : Edwina McDonnough
  - 1987 : Broadcast News : Jane Craig
  - 1989 : Always : Dorinda Durston
  - 1991 : Ce cher intrus : Renata Bella
- 1973[2] : Harry, gentleman pickpocket : Sandy Coletto (Trish Van Devere)
- 1979 : Terreur sur la ligne : Sharon (Lenora May)
- 1984 : Footloose : Rusty (Sarah Jessica Parker)
- 1984 : C'est la faute à Rio : Nicole 'Nikki' Hollis (Demi Moore)
- 1984 : L'Hôtel New Hampshire : Frannie Berry (Jodie Foster)
- 1984 : Supergirl : Lucy Lane (Maureen Teefy)
- 1985 : Retour vers le futur : Linda McFly (Wendie Jo Sperber)
- 1985 : Les Goonies : Stephanie « Stef » Steinbrenner (Martha Plimpton)
- 1985 : Police Academy 3 : Cadet Fackler (Debralee Scott)
- 1985 : Ouragan sur l'eau plate : Lucille (Jacqueline De Peza)
- 1985 : Runaway Train : Sara (Rebecca De Mornay)
- 1986 : Highlander : Heather MacLeod (Beatie Edney)
- 1986 : Peggy Sue s'est mariée : Nancy Kelcher (Sofia Coppola)
- 1986 : Hitcher : Nash (Jennifer Jason Leigh)
- 1986 : Short Circuit : Stephanie Speck (Ally Sheedy)
- 1987 : Bigfoot et les Henderson : Sarah Henderson (Margaret Langrick)
- 1988 : Cocktail : Coral (Gina Gershon)
- 1990 : La Nuit des morts-vivants (Night of the Living Dead) de Tom Savini : Barbara (Patricia Tallman)
- 1991 : Chucky 3 : Kristen De Silva (Perrey Reeves)
- 1993 : Gilbert Grape : Becky (Juliette Lewis)
- 1993 : Last Action Hero : Meredith Caprice / Whitney Slater (Bridgette Wilson)
- 1993 : Les Allumés de Beverly Hills : Elly May Clampett (Penelope Spheeris)
- 1994 : Opération Shakespeare : Pvt. Miranda Myers (Stacey Dash)
- 1994 : Pulp Fiction : Yolanda (Amanda Plummer)

#### Films d'animation
- 1986 : Le Livre Céleste : une légende chinoise : La Renarde / La fille
- 1987 : Les Bisounours 2 : Une nouvelle génération : Grosbisou
- 1988 : L'Île fantastique de Daffy Duck : Titi / Des poules
- 2002 : Rolie Polie Olie : Les Chevaliers du rire : la mère d'Olie
- 2003 : Rolie Polie Olie : Drôle de cadeau : la mère d'Olie

### Télévision

#### Séries télévisées
- Jennifer Aspen dans : 
  - La Vie à cinq (1998-2000) : Daphne Jablonsky
  - Glee (2009) : Kendra Giardi[3]
- 1974-1984 : Happy Days : Joanie Cunningham (Erin Moran) (2e voix)
- 1979 : Racines 2 : Les Nouvelles Générations : Elizabeth Harvey (Debbi Morgan)
- 1984-1985 : V : Robin Maxwell (Blair Tefkin)
- 1985 : Les Dessous d'Hollywood : Shelly (Aleisa Shirley)
- 1988-1995 : Roseanne : Crystal Anderson (Natalie West)
- 1990-2007 : Les Feux de l'amour : Drucilla Barber Winters (Victoria Rowell)
- 1992-2004 : Absolutely Fabulous : Catriona (Helen Lederer)
- 1996-2000 : New York Police Blues : Jill Kirkendall (Andrea Thompson)
- 2004-2007 : Desperate Housewives : Jordana Geist (Stacey Travis)
- 2000-2004 : Amy : Lolly Wetzel (Colleen Flynn)
- 2006-2008 : Hannah Montana : Roxy (Frances Callier)
- 2007 : Desperate Housewives : Lucy (Carrie Preston)

#### Séries d'animation
- 1985 : Emi magique : Bibi, la chanteuse de rock (épisode 10)
- 1985 : Blondine au pays de l'arc-en-ciel : Capucine / Violette
- 1986 : MASK : Gloria Baker (épisodes 7, 9, 10 et 11)
- 1987 : Rahan, fils des âges farouches : Onou[4] (épisode 7)
- 1987-1988 : Charlotte : Narratrice
- 1988 : Collège Galaxie : Wendy
- 1995 : Batman : Matt (épisode 104)
- 1999-2004 : Rolie Polie Olie : Polina, la mère d'Olie
- 2002 puis 2005 : Jackie Chan : Portia Martindale (épisode 29), la conservatrice (épisode 92)

## Publication
- 2bras2jambes 4 raisons d'aller au bout du monde (2015). Récit d'un périple pédestre de 20 mois d'Ardèche au Japon.